# Phedina
Phedina är ett fågelsläkte i familjen svalor inom ordningen tättingar. Släktet omfattar traditionellt två arter med utbredning i Afrika söder om Sahara, dels lokalt i Centralafrika, dels på Madagaskar och Maskarenerna:
- Madagaskarsvala (P. borbonica)
- Kongosvala (P. brazzae)

Kongosvalan förs dock allt oftare till det egna släktet Phedinopsis på grund av kraftiga skillnader i läten och häckningsbiologi från madagaskarsvalan (Phedina borbonica).